# ديوان الجهبذة
ديوان الجهبذة أو ديوان الصيرفة هو تفرع عباسي في الدواوين، أنشأه المأمون وهو شعبة من بيت المال وكان له هدفان، تدقيق حسابات بيت المال موارده، والمحافظة على مصالح غير المسلمين.